# 조산본적
조산본적(曹山本寂, 840년-901년)은 중국 당나라 승려이다. 선종 5가 최초로 조동종을 창시했다. 동산양개의 제자이며, 조산의 조, 동산의 동을 합쳐 조동종이라고 한다.

## 생애
스님의 휘(諱)는 본적(本寂)이며, 천주(泉州) 포전(蒲田) 황씨(黃氏) 자손이다. 어려서는 유학(儒學)을 공부하다가 19세에 복주(福州)의 영석산(靈石山)에 가서 출가하였고, 25세에 구족계단(具足戒壇)에 올랐다.
중국 장시성(江西省)의 조산(曹山) 보적사(宝积寺)에서 조산본적이 조동종을 창시했다.
조산에는 조산본적의 사리탑만 남아있었는데, 중국 정부가 최근 200억원의 예산을 투입, 조산에 보적사를 다시 세웠다. 그리고 2017년 7월 10일, 조산 보적사에서 제1회 중국 조동종 선학 국제 연구토론회를 개최, 한국, 일본 등의 스님들을 대거 초청했다.

## 선풍
선종오가의 가풍은 조동사민(曹洞士民) 임제장군(臨濟將軍) 운문천자(雲門天子) 위앙공경(潙仰公卿) 법안상인(法眼商人)이라 한다. "임제는 통쾌하며 위앙은 근엄하고 조동은 세밀하며 법안은 상세(상명)하여 분명하고 운문은 고상(고고)하여 옛 풍취가 있다."고 표현한다.

## 동북아시아에 미친 영향
대한불교 조계종에서는 육조혜능의 다음으로 남악회양이 제7대 조사라고 본다. 남악회양 밑에서 임제종과 위앙종이 창시되었다. 육조혜능의 제자인 청원행사 밑에서 조동종, 법안종, 운문종이 창시되었다. 후에는 이러한 선가 5종이 모두 임제종에 통합되어, 조동종과 임제종 둘만 남게 되었다.
조동종은 일본으로 건너가 2018년 현재 일본불교 최대 종파이며, 중국은 1980년대부터 일본에 유학을 보내 조동종을 다시 역수입해왔다.
도겐은 중국 조동종의 묵조선을 받아들이고, 임제종의 간화선(看話禪)은 받아들이지 않았다. 반면 고려에서는 조동종의 묵조선은 주목하지 않고 주로 임제종의 간화선 위주로 받아들였다.
한국에는 조동종이 제대로 전파되지 않았다고 하지만, 고려의 보각국사 일연이 중편조동오위란 책을 썼다.